# Валдо фон Фрайзинг
Валдо фон Фрайзинг (на немски: Waldo von Freising; Uualdo, Vualdo, Vvaldo, * ок. 852/853, в територията на Бодензе; † 18 май 906, Трибур или Холцкирхен при Вюрцбург) е от 883 до 906 г. епископ на Фрайзинг.

## Произход и управление
Валдо е роднина със старата херцогска фамилия Ахалолфинги. Той учи в катедралното училище в Констанц, манастирското училище в Санкт Гален, в Райхенау и от 878 – 879 г. при архиепископ Лиутберт от Майнц. Брат му Саломо, който учи заедно с него, става през 891 г. епископ на Констанц.
Валдо е от 880 г. нотар и от 882 до 884 г. канцлер на крал Карл III. След смъртта на епископ Арнолд фон Фрайзинг на 22 септември 883 г., той още с ранг на субдякон, получава бързо ръкополаганията до епископ.
Валдо е и при Арнулф Каринтийски един от най-влиятелните политически епископи в тогавашното Източнофранкско кралство. От 889 до 892 г. той е също абат на манастир Кемптен.
През 903 г. изгаря катедралата на Фрайзинг и е поправена през 906 г. с помощта на доходите от митата за сол от купения от него Фьоринг. През май 906 г. Валдо е на имперско събрание в Требур. За последно след това е в Холцкирхен при Вюрцбург, на среща с Лудвиг Детето. Той умира в едно от тези селища. Погребан е в катедралата на Фрайзинг.
Следващият епископ от 906 г. е Уто фон Фрайзинг.